# Roger Schneider
Roger Schneider (Zürich, 22 mei 1983 – 17 januari 2020) was een Zwitserse langebaanschaatser, marathonschaatser en inline-skater. Hij werd tot 2008/2009 gecoacht door Bart Veldkamp en vervolgens door Arno Hogeveld.

## Biografie
Schneider woonde en trainde voornamelijk in Nederland en beoefende zowel de langebaansport als het marathonrijden. Bij het marathonschaatsen schaatste hij onder andere mee bij de heren Topdivisie. In 2005/2006 kwam Schneider voor het eerst naar Nederland waar hij bij de beloften, wat toen nog Heren B heette, een seizoen draaide. In januari won hij een marathon in Amsterdam en met in totaal vier podiumplaatsen eindigde hij het seizoen als vierde in de Essent Cup. Daarnaast deed hij als langebaanschaatser en inline-skater ook mee op het hoogste niveau.
Als 19-jarige werd hij al Europees kampioen op de weg en bovendien wereldrecordhouder op de marathonafstand met 58 minuten en 17 seconden. Ook op de langebaan was hij eveneens succesvol. In 2007 werd hij Zwitsers kampioen op de 1500 en 5000 meter. Ook behaalde hij toptienklasseringen bij het WK Afstanden.
Op 7 november 2009 introduceerde Schneider een nieuwe schaatstechniek tijdens de eerste wereldbekerwedstrijd 5000 meter in Berlijn. De techniek voor de rechte stukken bestond uit het verplaatsen van zijn gewicht door de in de bochten gemaakte snelheid en daarbij liet hij beide ijzers op het ijs. Deze techniek leek niet het gewenste resultaat te hebben en later ging Schneider terug naar een gewone schaatsslag.
Nadien haalde hij echter niet meer het niveau van voorheen. Wel plaatste hij zich voor de Olympische Spelen van 2010. Ook nam hij nog enkele keren deel aan internationale kampioenschappen. Daarbij eindigde hij anoniem in de achterhoede. Op 8 december 2013 reed de lange Zwitser bij de wereldbekerwedstrijden in Berlijn zijn laatste wedstrijd op het ijs.
Op 25 september 2011 deed Schneider mee aan de BMW Berlin Marathon en werd tweede, achter Ewen Fernandez.
In 2020 overleed hij op 36-jarige leeftijd.

## Persoonlijke records
| Afstand      | Tijd     | Datum            | Baan           |
| ------------ | -------- | ---------------- | -------------- |
| 500 meter    | 38,37    | 12 januari 2008  | Kolomna        |
| 1000 meter   | 1.13,60  | 4 oktober 2008   | Salt Lake City |
| 1500 meter   | 1.48,63  | 16 november 2007 | Calgary        |
| 3000 meter   | 3.48,52  | 11 oktober 2008  | Salt Lake City |
| 5000 meter   | 6.21,69  | 10 november 2007 | Salt Lake City |
| 10.000 meter | 13.16,74 | 23 november 2008 | Moskou         |

## Resultaten
| Jaar | EK Allround | WK Afstanden          | Olympische Spelen |
| ---- | ----------- | --------------------- | ----------------- |
| 2008 | NC23        | 16e 5000m 9e 10.000m  |                   |
| 2009 |             | 12e 5000m 10e 10.000m |                   |
| 2010 |             |                       | 24e 5000m         |
| 2011 | NC25        | 19e 5000m             |                   |
| 2012 |             | 14e 10.000m           |                   |
| 2013 |             | DQ 10.000m            |                   |